# Cueva de Jávea
La cueva de Jávea, también conocida como cueva del Cabo San Martín y cueva del Agua Dulce, es una gruta situada en el municipio alicantino de Jávea.

## Descripción
La cueva, situada en las inmediaciones de la torre de San Martín, viene descrita por Gabriel Puig y Larraz en la obra titulada Cavernas y simas de España (1896) con las siguientes palabras:

Cuevas de Jávea, Cuevas del Cabo San Martín, Cueva del Agua Dulce.―Caverna situada en las inmediaciones de la Torre de igual denominación, en la ensenada del N. del cabo Negre; es de fácil acceso; su vestíbulo, bastante anchuroso, tiene en el techo un agujero que comunica con el exterior; la longitud reconocida no pasa de unos 70 metros; las paredes y bóveda destilan agua constantemente, y con ésta se forma un arroyo que, á corta distancia de la boca, desagua en el mar. A la entrada hay una inscripción que recuerda la visita hecha á esta cueva por Felipe III (Filipus tertius Hispaniarum Rex cavernam hanc penetravit). Esta cueva se halla á una legua y al S., próximamente, de Jávea.
(Puig y Larraz, 1896, p. 21)